# Thiania bhamoensis
Thiania bhamoensis är en spindelart som beskrevs av Tord Tamerlan Teodor Thorell 1887. Thiania bhamoensis ingår i släktet Thiania och familjen hoppspindlar. Inga underarter finns listade i Catalogue of Life.